# Abel Kirui
Abel Kirui, född 4 juni 1982, är en kenyansk långdistanslöpare. 

## Meriter
- Guld i maraton vid världsmästerskapen i friidrott 2009 och 2011.
- Guld vid Wiens maraton 2008 på nya banrekordet 2:07:38.
- Silver och personbästa vid Berlin maraton den 30 september 2007 med tiden 2:06:51
- Brons vid Rotterdams maraton 2009 med tiden 2:05:04 efter Duncan Kibet och James Kwambai.
- Guld vid Paderborn halvmarathon 2007.

Abel Kirui bor i Nabkoi, 2 km öster om Kapsabet. Han är gift med Stella Jemeli med vilken han har en son. Kirui tränas av Amos Korir (2009). 